# Taoufik Ijroten
Taoufik Ijroten, né le 13 avril 1990 à Khémisset, est un footballeur marocain évoluant au poste de milieu de terrain à l'Ittihad de Tanger.